# Pedro Suárez
Pedro Bonifacio Suárez Pérez, conhecido como Arico Suárez (5 de junho de 1908 - 18 de abril de 1979), foi um futebolista espanhol naturalizado argentino que foi vice-campeão, pela Argentina, da Copa do Mundo de 1930, realizada no Uruguai.
Foi um dos maiores ídolos do Boca Juniors, onde atuou por doze anos, sete deles como líder do setor defensivo xeneize. Tido como habilidoso não só na marcação, mas também para auxiliar o ataque, ganhou cinco campeonatos argentinos na equipe auriazul, em 1930 (ano em que chegou ao time, vindo do Ferro Carril Oeste, onde iniciara em 1926 a carreira), 1931, 1934, 1935 e 1940.
Era conhecido como Arico Suárez e também como La Gallega - este, por ter nascido na Espanha (chegou à Argentina com os pais ainda na infância), mais especificamente nas Canárias. Foi por muito tempo o único jogador do arquipélago a ter disputado uma Copa do Mundo FIFA, até a edição de 2010 ter David Silva, na campeã Seleção Espanhola.
Ficou marcado por um fair play em jogo contra o Brasil, pela Copa Roca de 1940. Com o jogo em 1 x 1, Enrique García chutou e a bola, dentro da grande área brasileira, bateu na mão de Zezé Procópio, em lance involuntário deste, mas o árbitro apitou pênalti. José Manuel Moreno iria bater a penalidade, mas Arico Suárez o pediu que esperasse. Após conversar com o árbitro, que teria feito sinal de positivo com a cabeça, Suárez fez questão de chutar a cobrança, batendo propositalmente para fora, para espanto dos demais. Os brasileiros venceriam por 3 x 2 em plena Buenos Aires, mas perderiam o torneio em um terceiro jogo por 5 x 1 (os argentinos já haviam vencido anteriormente pelo 6 x 1).